# Rimavské Zalužany
Rimavské Zalužany (in ungherese: Rimazsaluzsány) è un comune della Slovacchia facente parte del distretto di Rimavská Sobota, nella regione di Banská Bystrica.